# Suvi Do (gmina Žagubica)
Suvi Do (cyr. Суви До) – wieś w Serbii, w okręgu braniczewskim, w gminie Žagubica. W 2011 roku liczyła 1167 mieszkańców.